# Fun'ya no Watamaro
Fun'ya no Watamaro ou Bun'ya no Watamaro (文室綿麻呂) (765 - 6 de junho de 823) foi um militar japonês, nobre da Corte Imperial e shōgun que atuou no início da era Heian. Foi confidente do imperador Heizei e foi parceiro de Sakanoue no Tamuramaro, obtendo o título de shōgun após a morte deste em 813, colaborando na pacificação de terras dominadas pelos bárbaros Emishi.